# Lucas Lindholm
Lucas-Hans Lindholm-Eschen (* 2. März 1943 in Lund als Hans Inge Lindholm; † 4. Mai 2025) war ein schwedischer Bassist des Modern Jazz, sowie Hochschullehrer.

## Leben und Wirken
Lindholm wuchs in einer musikalischen Familie auf und begann im Alter von neun Jahren Cello und Klavier zu spielen. Mit 13 Jahren wechselte er zum Kontrabass; bereits ein Jahr später spielte er mit Tanz- und Jazzbands. An der lokalen Musikschule erhielt Lindholm ab dem 15. Lebensjahr klassischen Kontrabass-Unterricht; bald spielte er auch im dortigen Jugendorchester.
Nach Ableisten des Wehrdienstes zog er nach Malmö, wo er amerikanische Jazzmusiker wie Johnny Griffin und Dexter Gordon begleitete. Mit Gordon spielte er viele Jahre in unterschiedlichen Besetzungen zusammen. Daneben absolvierte er ein klassisches Kontrabass-Studium am Konservatorium; vor allem am E-Bass war er zu dieser Zeit als Studiomusiker aktiv. Dann zog er nach Stockholm, wo er auch mit Kenny Dorham, Toots Thielemans, Georg Riedel oder Lars Berghagen zusammenarbeitete. 
1970 arbeitete Lindholm erstmals beim Norddeutschen Rundfunk; im Folgejahr holte ihn Franz Thon in das NDR-Tanzorchester, aus dem über die NDR-Studioband die NDR-Bigband entstand. Bis 2008 war er dort als festes Mitglied tätig und an zahlreichen Produktionen mit Jazzgrößen wie Phil Wilson, Joe Pass, Heiner Stadler, Howard Johnson, Albert Mangelsdorff, Heinz Sauer, Mathias Rüegg, Michael Gibbs, Norma Winstone oder Stan Tracey beteiligt. Auch holte ihn Peter Herbolzheimer in seine Rhythm Combination & Brass. Weiterhin ist er auf Alben mit Janne Schaffer, Chet Baker, Herb Geller, Michael Naura, Wolfgang Schlüter, Christoph Oeding, Klaus Weiss, Kai Bussenius, Hannes Wader, Ernst Jandl, Harald Juhnke, Stefan Gwildis, Bert Kaempfert sowie Kai Warner zu hören.
1985 wurde Lindholm zudem als Professor für Kontrabass und E-Bass an den Fachbereich Jazz an der Hochschule für Musik und Theater Hamburg berufen.
Lindholm starb am  4. Mai 2025 im Alter von 82 Jahren.

## Lexikalische Einträge
- Jürgen Wölfer: Jazz in Deutschland. Das Lexikon. Alle Musiker und Plattenfirmen von 1920 bis heute. Hannibal, Höfen 2008, ISBN 978-3-85445-274-4.